# Brak
 Denne artikel omhandler braklægning i jordbrug. Opslagsordet har også en anden betydning, se brakvand.
Brak betegner agerjord, som ikke bliver dyrket i omdrift, eller som ikke dyrkes som led i denne omdrift.
Tidligere anvendtes braklægning som en naturlig gødningsmetode for ikke at udpine landbrugsjorden. Typisk blev et markareal opdyrket i to til fire år, hvorefter man lod det ligge hen et år. De planter, der skød op i løbet af året, blev pløjet ned i det nye skifte og indgik som plantenæring for de næste afgrøder.
Senere fandt man forskellige metoder til at berige jorden med de nødvendige næringsstoffer, både med naturgødning og kunstgødning, hvilket stort set overflødiggjorde braklægning som driftsform i de dele af verden, der havde råd til gødning.
Efterhånden kunne man dyrke flere afgrøder, end den vestlige verden kunne aftage, og udviklingslandene havde ikke midler til at købe disse produkter, selvom de havde behov og marked for dem. En årrække med kritik af, at det daværende EF destruerede varer fra overskudslagrene, mens andre nationer havde hungersnød, førte som et af hovedargumenterne til, at man fokuserede mere på at nedbringe produktionen til et niveau, der svarede til efterspørgslen. Udtryk som "rovdrift på ressourcerne" var dog også med til at neddrosle dyrkningen. For at kompensere for landmændenes dalende indtjening indførtes braklægningsstøtte til landmænd, der i overensstemmelse med et givent regelsæt ville braklægge en del af deres marker.
Samtidigt kom det økologiske landbrug også mere frem i lyset, og også herfra øger man andelen af brakjord i landbruget, idet økologien ikke tillader brug af kunstgødning til dyrkningen, og man derfor må ty til de gamle metoder for ikke at golde jorden af.